# Gallirallus

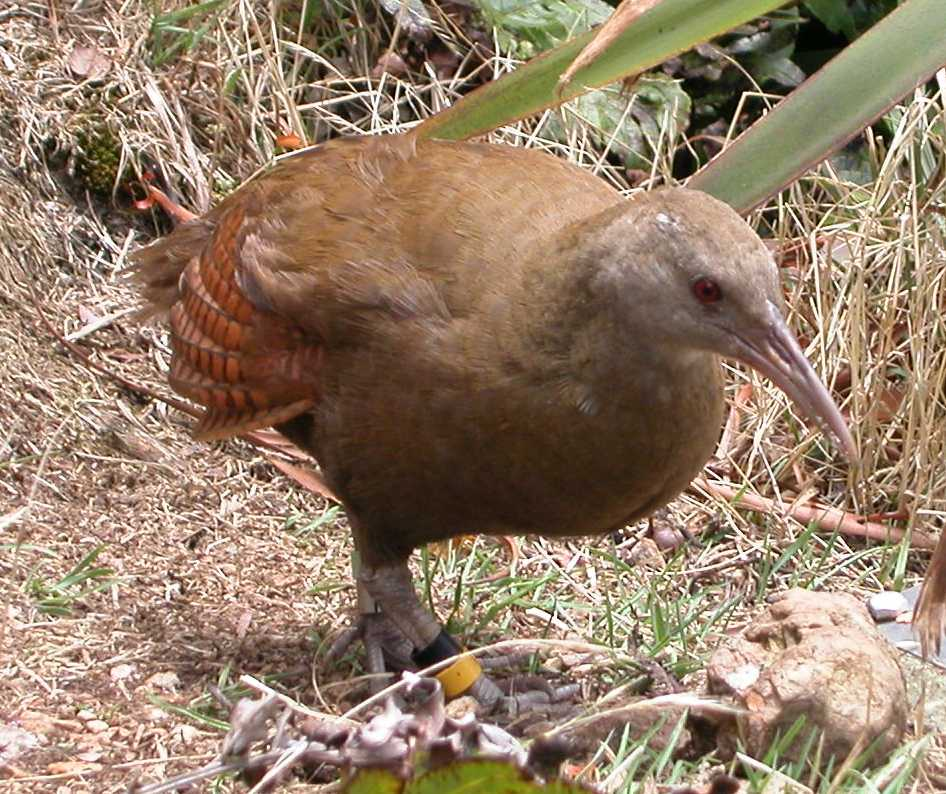
Waldralle (Gallirallus sylvestris)

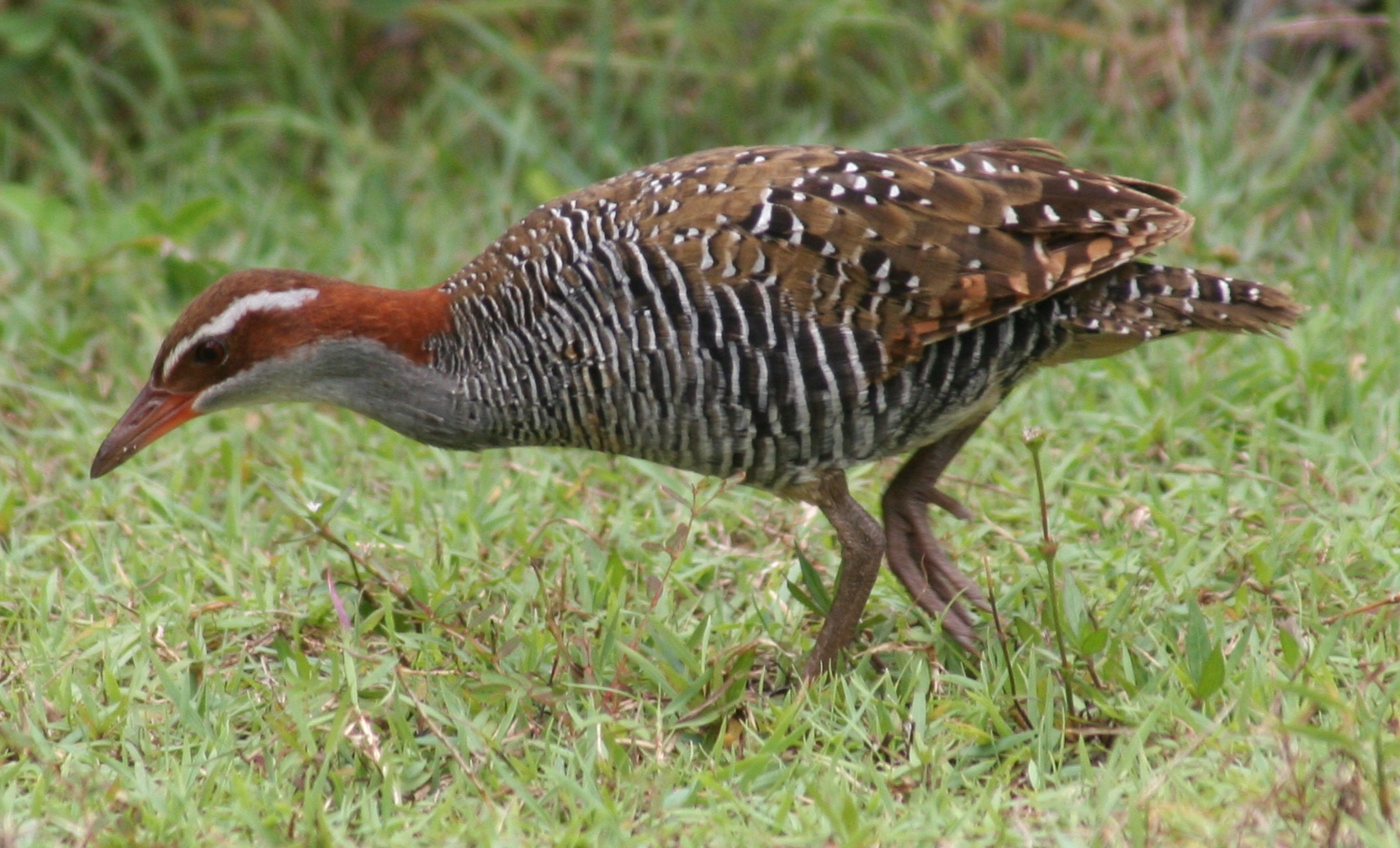
Bindenralle (Gallirallus philippensis), Fafa Island, Tonga

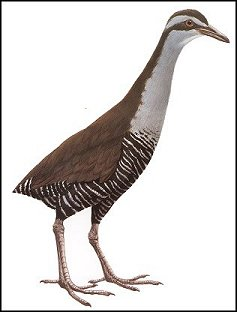
Guamralle (Gallirallus owstoni)

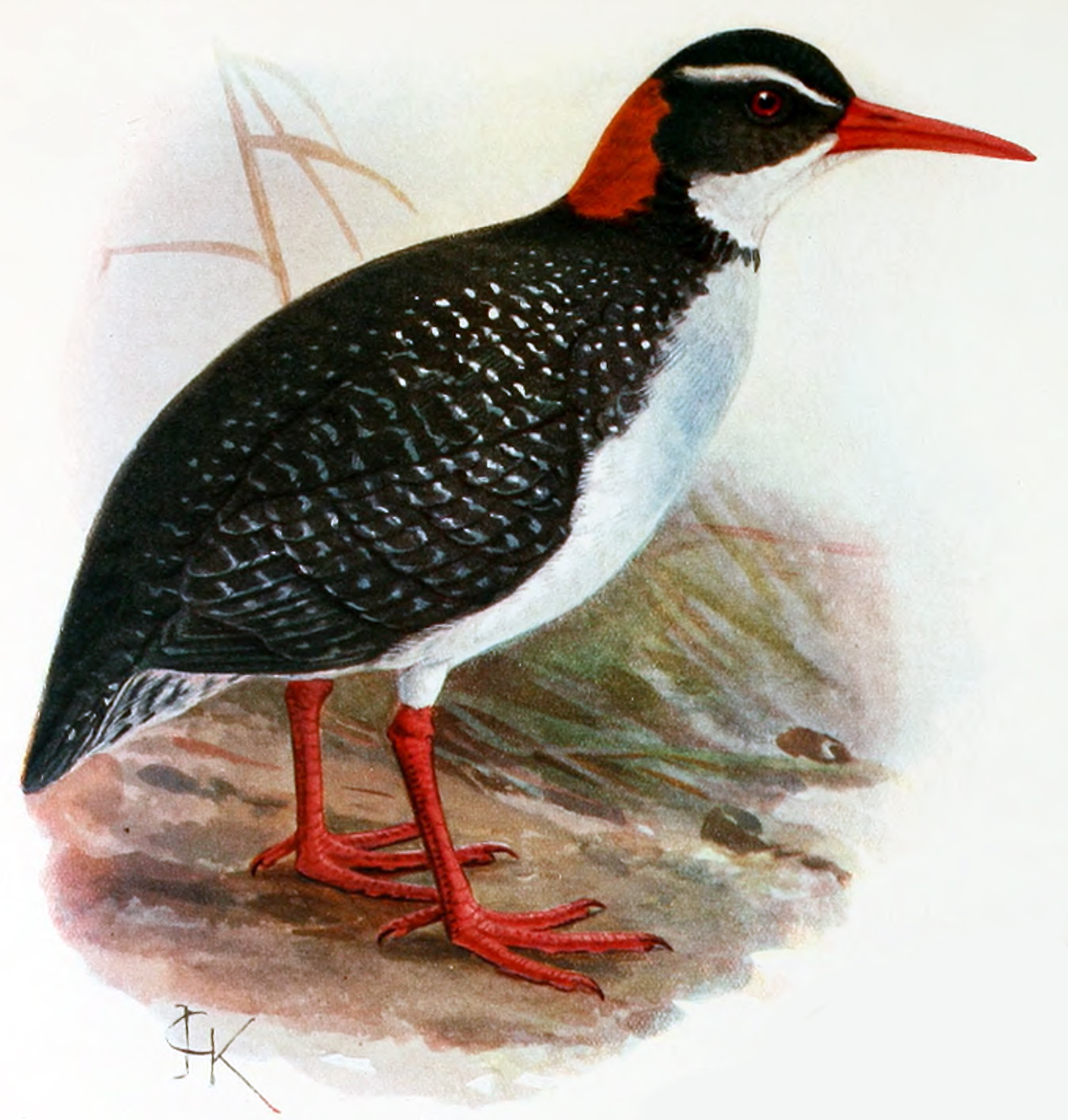
Rotschnabelralle (Gallirallus pacificus)

Gallirallus ist eine Gattung der Rallenvögel, zu denen neben drei flugfähigen Arten überwiegend flugunfähige Vögel gehören.

## Aussehen und Körperbau
Bei den verschiedenen Arten der Gattung Gallirallus gibt es drei voll flugfähige Arten, die Graubrustralle, die Zebraralle und die Bindenralle. Alle anderen Arten der Gattung haben mehr oder weniger stark zurückgebildete Flügel. Dabei gibt es Arten wie der Weka, die sehr stark zurückgebildete Schultergürtel, Flügel, Schwänze und Flugfedern haben und andere, wie die Guamralle (Gallirallus owstoni), die beinahe noch flugfähig sind – oder es bei ihrem Aussterben waren.
Je nach bevorzugten Futtersuchstrategien der Art kann der Schnabel deutlich länger oder etwas kürzer als der Kopf und gerade oder gebogen sein.
Die Rotschnabelralle ist weitgehend schwarz mit weißen Punkten an Rücken und Flügeln, weißer Brust und einem rotbraunen Fleck im Nacken. Die beiden flugfähigen Arten haben beide schwarz weiß gebändertes Gefieder an der Brust und die Bindenralle hat auch am Rücken eine Bänderung. Bei beiden Arten sind am Rücken auch braune Zeichnungselemente vorhanden. Beide haben auffallende Gesichtszeichnung. Andere Arten der Gattung wie der Weka und die Waldralle der Lord-Howe-Insel waren vollständig braun. Die oft weniger deutlich gebänderte und mehr braune Farbe vieler flugunfähiger Gattungsmitglieder wird oft auf Beibehaltung von Jugendmerkmalen (Neotenie) zurückgeführt.

## Ernährung
Gallirallus-Arten ernähren sich gewöhnlich überwiegend von Wirbellosen wie Regenwürmern, Schnecken, Weichtieren, Insekten und Krebstiere, sowie kleinen Wirbeltieren wie Reptilien, Amphibien, Eier und Küken anderer Vögel, Ratten und Mäuse. Pflanzliche Nahrung kommt vor, spielt aber meist eher eine geringe Rolle. Reine Pflanzenfresser gibt es in der Gattung nicht.
Bei der Futtersuche stochern einige Arten im Boden und graben bis zu 10 Zentimeter tief nach Regenwürmern und anderen unterirdisch lebenden Tieren. Andere wühlen mit dem Schnabel im Laubstreu oder das Futter wird im Wasser oder an Land vom Boden aufgepickt. Einige Arten fangen auch Fluginsekten aus der Luft, indem sich vom Boden hochstrecken.

## Arten
Einige der heute der Gattung Gallirallus zugeordneten Arten wurden wegen ihrer sehr unterschiedlich weit zurückgebildeten Flügel anfangs den teilweise monotypischen Gattungen Ocydromus, Habropteryx, Nesiolimnas, Cabalus, Hypotaenidia, Tricholimnas, Eulabeornis und Stictolimnas zugeordnet. Im Verlaufe der Forschung wurde klar, dass die flugunfähigen Arten wesentlich enger mit den beiden flugfähigen Arten der Gattung verwandt sind, als die auffällige Rückbildung der Flügel und des Brustbeines auf den ersten Blick nahelegte und dass Flugunfähigkeit sich evolutionär oft erstaunlich schnell entwickelt. Das führte dazu, dass die Arten unter der Gattung Gallirallus zusammengefasst wurden. Weitergehende Zusammenlegungen, bei denen einige der Gallirallus-Arten als Unterarten der Bindenralle geführt wurden oder die Gallirallus-Arten der Gattung Rallus zugeordnet wurden, da sie beide Gattungen genetisch nicht zu trennen waren, setzten sich nicht durch.
Gattung Gallirallus
- Wekaralle (Gallirallus australis)
  - Südinselweka (Gallirallus australis australis)
  - Gallirallus australis hectori
  - Gallirallus australis scotti
- Calayan-Ralle (Gallirallus calayanensis)
- Dieffenbach-Ralle (Gallirallus dieffenbachii)
- Gallirallus epulare †[21]
- Gallirallus ernstmayri † von Neuirland war eine mittelgroße flugunfähige Art der Gattung Gallirallus, die vor Ankunft der Europäer ausgestorben ist und da sie flugunfähig war, wahrscheinlich für die Insel endemisch war.[1][22]
- Gallirallus gracilitibia †[21]
- Niue-Ralle (Gallirallus huiatua) †[23][24][25]
- Pelzralle (Gallirallus lafresnayanus)
- Chathamralle (Gallirallus modestus)  †
- Rotschnabelralle (Gallirallus pacificus) †
- Gallirallus pendiculentus † stammt wahrscheinlich von der Bindenralle ab und war endemisch für die Insel Tinian, die zu den Marianen gehört. Die gefundenen Knochen sind aus dem Pleistozän und Holozän und zeigen, dass der Flugapparat zurückgebildet war.[22]
- Gallirallus pisonii † stammt wahrscheinlich von der Bindenralle (Gallirallus philippensis) ab und war endemisch für die Insel Aguiguan, die zu den Marianen gehört. Die gefundenen Knochen sind aus dem Pleistozän und Holozän und zeigen, dass der Flugapparat zurückgebildet war.[22]
- Mangaia-Ralle (Gallirallus ripleyi) †[26]
- Gallirallus roletti †[21]
- Sharpe-Ralle (Gallirallus sharpei) †, ein umstrittenes Taxon, das nur vom Holotypus bekannt ist. Wird heute als Farbmorphe der Bindenralle angesehen.
- Graubrustralle (Gallirallus striatus)
- Gallirallus storrsolsoni † ist eine mittelgroße Ralle, etwa so groß wie die Guamralle (G. owstoni), die Bindenralle (G. philippensis), (G. striatus) und (G. torquatus) flugunfähige nur durch Knochenfunde bekannte Ralle. Sie ist größer als (G. ripleyi) und kleiner als der Weka (G. australis), (G. vekamatolu) und (G. woodfordi). Gallirallus storrsolsoni war aufgrund seines stark zurückgebildeten Brustbeinkamms, seiner kleinen Flügel flugunfähig und hatte kräftige Beine wie seine flugunfähigen Verwandten. Sie war sicherlich endemisch für Huahine, da eine flugunfähige Art diese Insel kaum schwimmend hätte erreichen können. Die Art wurde nach Storrs L. Olson benannt, der zu den wichtigsten Erforschern der flugunfähigen Rallen zählt.[27]
- Wake-Ralle (Gallirallus wakensis) †
- Eua-Ralle (Gallirallus vekamatolu) † war 30 cm groß, flugunfähig und ist nur aus Knochenfunden bekannt.[28][19][29][30]
- Gallirallus steadmani † 2007 entdeckt und 2011 auf der Basis von fossilen Überresten von der Insel Tubuai, Austral-Inseln, Ost-Polynesien beschrieben.
- Gallirallus hypoleucus † 1867 von Finsch und Hartlaub auf der Basis des Holotypus von Tongatapu aus einer Sammlung von Joseph Banks beschrieben und 2011 als valides Taxon anerkannt.

Gattung Hypotaenidia
- Bartralle (Hypotaenidia insignis)
- Okinawaralle (Hypotaenidia okinawae)
- Guamralle (Hypotaenidia owstoni)
- Zebraralle (Hypotaenidia torquatus) mit den Unterarten
  - Hypotaenidia torquata celebensis
  - Hypotaenidia torquata kuehni
  - Hypotaenidia torquata limaria
  - Hypotaenidia torquata sulcirostris
  - Hypotaenidia torquata torquata
- Rovianaralle (Hypotaenidia rovianae)
- Bindenralle (Hypotaenidia philippensis) mit den Unterarten
  - Keeling-Bindenralle (Hypotaenidia philippensis andrewsi)
  - Macquarie-Bindenralle (Hypotaenidia philippensis macquariensis) †
  - Hypotaenidia philippensis admiralitatis
  - Hypotaenidia philippensis anachoretae
  - Hypotaenidia philippensis assimilis
  - Hypotaenidia philippensis christophori
  - Hypotaenidia philippensis ecaudata
  - Hypotaenidia philippensis goodsoni
  - Hypotaenidia philippensis lacustris
  - Hypotaenidia philippensis lesouefi
  - Hypotaenidia philippensis mellori
  - Hypotaenidia philippensis meyeri
  - Hypotaenidia philippensis pelewensis
  - Hypotaenidia philippensis philippensis
  - Hypotaenidia philippensis praedo
  - Hypotaenidia philippensis randi
  - Hypotaenidia philippensis reducta
  - Hypotaenidia philippensis sethsmithi
  - Hypotaenidia philippensis swindellsi
  - Hypotaenidia philippensis tounelieri
- Hypotaenidia temptatus †  stammt wahrscheinlich von der Bindenralle (Hypotaenidia philippensis) ab und war endemisch für die Insel Rota, die zu den Marianen gehört. Die gefundenen Knochen sind aus dem Pleistozän und Holozän und zeigen, dass der Flugapparat zurückgebildet war.[22]
- Waldralle (Hypotaenidia sylvestris)

Die beiden Arten der Gattung Nesoclopeus, darunter die wahrscheinlich ausgestorbene Fidschiralle wurden ebenfalls in die Gattung Hypotaenidia integriert. Die Unterarten der Salomonenralle (Nesoclopeus woodfordi) wurden wegen ihrer morphologischen Unterschiede zu Arten erhoben:
- Guadalcanalralle (Hypotaenidia woodfordi)
- Santa-Isabel-Ralle (Hypotaenidia immaculata)
- Bougainvilleralle (Hypotaenidia tertia)
- Fidschiralle (Hypotaenidia poecilopterus) (wahrscheinlich ausgestorben)